# Композитни лук
Композитни лук је лук који је направљен од више слојева различитих материјала. Различити материјали су стављани одређеним редом, у складу са њиховим особинама. Материјали отпорни на компресију (јеленски рог или тисовина) су коришћени за унутрашњи део лука (део који је окренут ка стрелцу када пуца), док су материјали који су отпорни на напрезање (ораховина) коришћени за израду спољњег дела (део који је окренут од стрелца када пуца ).
Први композитни лукови су се појавили у Источној Азији. Хунски лук је препознатљив пример композита. Слојеви композитних лукова прављених пре 20. века састављани су помоћу лепка, који је прављен од коже или рибље бешике. Дизајнирани су тако да отпуштају велику силу за своју величину.
Композитне лукове су често користили турски и монголски коњаници, и друга номадска племена Азије. Монглоска војска се састојала од лаке коњице опремљена композитом и веома брзим коњима.
Модерни композитни лукови као што су компаунд се праве од дрвета, пластике и фибергласа. На њих негативно делују промена времена и влага.
Композитни лукови пружају огромну силу у односу на њихову величину. Неки монголски лукови су били у стању да произведу силу од 60 kg, што је иста сила коју развија енглески дуги лук који је био дупло већи.
Турци, Монголи и многа номадска племена су користили војну тактику масовног испаљивања стрела из повлачења. Монголи су били познати по томе да су испаљивали стреле седећи на коњу уназад.